# França no Festival Eurovisão da Canção Júnior
França participou do Festival Eurovisão da Canção Júnior sete vezes, estreando em Lillehammer, Noruega, no Festival Eurovisão da Canção Júnior 2004. A France Télévisions, organização membro da União Europeia de Radiodifusão (EBU), é responsável pelo processo de seleção de sua participação. O primeiro representante da nação a participar foi Thomas Pontier com a música "Si on voulait bien", que terminou em sexto lugar entre dezoito inscrições participantes, alcançando uma pontuação de setenta e oito pontos. A França não participou depois de 2004 e regressou ao concurso em 2018, 14 anos depois. A França venceu o festival em três ocasiões: em 2020, com Valentina e a música "J'imagine", em 2022, com Lissandro e a música "Oh Maman!", e em 2023, com Zoé Clauzure e a música "Cœur".

## História
A França participou do Festival Eurovisão da Canção Júnior sete vezes desde sua estreia no Festival Eurovisão da Canção Júnior 2004. A primeira participação no festival foi a música "Si on voulait bien" interpretada por Thomas Pontier. Para selecionar o inscrito, foi realizada uma final nacional nos estúdios da France Televisions em Paris. 7.000 crianças fizeram o teste para o evento e mais 1.000 foram convidadas para a final. Ao final, 11 candidatos foram finalistas, com Pontier vencendo o festival com seu cover da música "Un autre monde" do Téléphone. Sua música para Junior Eurovision, "Si on voulait bien", foi lançada posteriormente em 7 de outubro junto com um vídeo musical.
Apesar de ter ficado em sexto lugar entre 18 participantes, a France Télévisions optou por não participar depois de 2004, afirmando que não havia motivação para competir e que "demasiada Eurovisão mata a Eurovisão".
No dia 18 de novembro de 2015, foi revelado que a emissora francesa estava interessada em retornar ao festival. No entanto, a France 2 anunciou em 24 de junho de 2015 que não tinha planos de regressar ao festival, embora a emissora tenha enviado uma delegação à Bulgária para observar a edição de 2015. Em 13 de maio de 2016, o supervisor executivo Jon Ola Sand anunciou em conferência de imprensa que a EBU estava em contacto com emissoras de vários países, incluindo França, para que participassem no festival de 2016. Edoardo Grassi, Chefe da Delegação da França no Festival Eurovisão da Canção foi um dos membros do júri no seleção nacional maltesa para a Eurovisão Júnior 2016, e foi apresentado pelos apresentadores do programa como sendo o Chefe da Delegação da França no Festival Eurovisão da Canção Júnior. O retorno, porém, não se concretizou. Em 12 de maio de 2018 foi anunciado que a França retornaria à competição em 2018, com a nação representada por Angélina, vencedora da quarta temporada de The Voice Kids France, que foi selecionada internamente como o participante. Sua música "Jamais sans toi" foi sorteada para se apresentar no décimo quinto lugar em 25 de novembro de 2018, depois de Israel e antes da Macedônia, ficando em segundo lugar na competição com 203 pontos. Para o festival 2019, a França foi representada por Carla com a música "Bim bam toi ". Durante a cerimônia de abertura e o sorteio da ordem de execução, que ocorreu em 18 de novembro de 2019, a França foi sorteada para ter o segundo lugar em 24 de novembro de 2019, depois da Austrália e antes da Rússia. Ficou em quinto lugar com 169 pontos.
Em 8 de outubro de 2020, France 2 selecionou Valentina de 11 anos para representar o país no festival 2020 em Varsóvia, Polônia, com sua música posteriormente anunciada como "J'imagine". Em 29 de novembro de 2020, Valentina se tornou a primeira participante francesa a vencer o festival, dando à França sua primeira vitória, bem como sua primeira vitória em qualquer evento da Eurovisão desde Festival Eurovisão de Jovens Dançarinos 1989. Em 9 de dezembro de 2020, foi confirmado pela EBU que a França sediaria em 2021. A França optou por uma seleção interna para o Junior Eurovision Song Contest 2021 e foi representada pelo cantor francês de hip-hop e de R&B Enzo. Sua música selecionada foi "Tic Tac", que foi lançada à meia-noite do dia 22 de outubro. Foi escrito e composto por Alban Lico, e foi descrito como “um convite a uma pausa para desfrutar de coisas simples longe de nossas vidas agitadas e hiperconectadas”, segundo France 2. Durante a cerimónia de abertura e o sorteio da ordem de execução, ambos realizados a 13 de dezembro de 2021, o país anfitrião, França, foi sorteado para o décimo terceiro lugar, depois da Ucrânia e antes do Azerbaijão. Ao final do festival, a França recebeu 187 pontos, ficando em 3º lugar entre 19 países participantes.
Em 28 de outubro de 2022, Lissandro foi anunciado como o participante francês no Festival Eurovisão da Canção Júnior 2022 com a música "Oh Maman ! ". Após a cerimónia de abertura do festival de 2022, que teve lugar a 5 de dezembro de 2022, foi anunciado que a França se apresentaria em sexto lugar a 11 de dezembro de 2022, depois da Itália e antes da Albânia. Venceu, acumulando 203 pontos e ficando em primeiro lugar entre as 16 nações participantes. A chefe da delegação francesa, Alexandra Redde-Amiel, e a diretora-geral da France Télévisions Delphine Ernotte revelaram então que o país sediaria a próxima edição do festival em 2023.
A France Télévisions selecionou Zoé Clauzure como anfitriã do Junior Eurovision Song Contest 2023, realizado em Nice. Sua música "Cœur", escrita por Noée Francheteau, Julien Comblat e Jérémy Chapron, foi revelada logo após o anúncio do artista escolhido durante um conferência de imprensa realizada em 27 de setembro de 2023, e foi descrita por Clauzure como "uma trilha positiva, cheia de esperança e luz", bem como "o lado positivo" de seu lançamento anterior, ambos dedicados às vítimas de bullying. Durante a cerimónia de abertura e o sorteio da ordem de execução, ambos realizados a 20 de novembro de 2023, o país anfitrião, França, foi sorteado para o décimo segundo lugar, depois de Portugal e antes da Albânia. A inscrição venceu a disputa com 228 pontos, marcando a terceira vitória francesa na competição, tornando-se o país com o número recorde de vitórias, empatado com Geórgia.
A França também se tornou o segundo país a vencer o Festival Eurovisão da Canção Júnior duas vezes consecutivas, depois da Polónia o ter feito em 2018 e 2019. Apesar da vitória de Clauzure em casa, France Télévisions acabou optando por não sediar o festival pela terceira vez em um período de quatro anos em 2024, e a Espanha acabou sendo anunciada como o país anfitrião.

## Idiomas a concurso
| Idioma          | Vezes |
| --------------- | ----- |
| Francês         | 6     |
| Francês, Inglês | 2     |

## Participação
Legenda
     Vencedor
     2.º lugar
     3.º lugar
     Pontuação Nula ("Null Points")/Último Lugar
     Melhor classificação (fora do top 3)
     Qualificação para a final (fora do top 3)
     País-anfitrião
     Desclassificado
| #                                | Ano                             | Artista        | Língua           | Canção                                                     | Tradução                                        | Lugar | Pontos |
| -------------------------------- | ------------------------------- | -------------- | ---------------- | ---------------------------------------------------------- | ----------------------------------------------- | ----- | ------ |
| 1º                               | Lillehammer 2004                | Thomas Pontier | Francês          | "Si on voulait bien" C & L:Thomas Pontier                  | Se quiséssemos                                  | 6º    | 78     |
| Não participou entre 2004 e 2018 |                                 |                |                  |                                                            |                                                 |       |        |
| 2º                               | Minsk 2018                      | Angélina       | Francês &Inglês  | "Jamais Sans Toi" C & L:Age Ali, Comblat, Fico, Stawski    | Nunca sem ti                                    | 2º    | 203    |
| 3º                               | Gliwice 2019                    | Carla          | Francês          | "Bim bam toi" C & L:Barbara Pravi, Igit                    | "Bim bam toi" C & L:Barbara Pravi, Igit         | 5º    | 169    |
| 4º                               | Varsóvia 2020                   | Valentina      | Francês          | "J'imagine" C & L:Barbara Pravi, Igit                      | Imagino                                         | 1º    | 200    |
| 5º                               | Boulogne-Billancourt-Paris 2021 | Enzo           | Francês          | "Tic Tac" C:Alban Lico L:Alban Lico, Léa Ivanne            | "Tic Tac" C:Alban Lico L:Alban Lico, Léa Ivanne | 3°    | 187    |
| 6º                               | Erevã 2022                      | Lissandro      | Francês & Inglês | "Oh maman!" C & L:Barbara Pravi, Frédéric Chateau          | Oh mamã                                         | 1º    | 203    |
| 7º                               | Nice 2023                       | Zoé Clauzure   | Francês          | "Cœur" C:Julien Comblat, Jérémy Chapron L:Noée Francheteau | Coração                                         | 1º    | 228    |
| 8º                               | Madrid 2024                     | Titouan        | Francês          | "Comme ci, comme ça" C & L: Malo', Marie Bastide           | -                                               |       |        |

## Comentadores e porta-vozes
| Anos                          | Canal    | Comentadores                         | Porta-voz                         | Ref           |
| ----------------------------- | -------- | ------------------------------------ | --------------------------------- | ------------- |
| 2004                          | France 3 | Elsa Fayer and Bruno Berberes        | Gabrielle                         | [ 31 ] [ 32 ] |
| Não participou de 2004 a 2018 |          |                                      |                                   |               |
| 2018                          | France 2 | Stéphane Bern and Madame Monsieur    | Lubava Marchuk and Daniil Rotenko | [ 33 ] [ 34 ] |
| 2019                          | France 2 | Stéphane Bern and Sandy Héribert     | Karolina                          | [ 35 ] [ 36 ] |
| 2020                          | France 2 | Stéphane Bern and Carla Lazzari      | Nathan Laface                     | [ 37 ]        |
| 2021                          | France 2 | Stéphane Bern and Laurence Boccolini | Angélina                          | [ 38 ]        |
| 2022                          | France 2 | Stéphane Bern and Carla Lazzari      | Valentina                         | [ 39 ] [ 40 ] |
| 2023                          | France 2 | Stéphane Bern and Carla Lazzari      | Enzo                              | [ 27 ] [ 41 ] |

## Edições realizadas em França
| Ano  | Cidade                    | Local             | Apresentador(es)                           | Ref.   |
| ---- | ------------------------- | ----------------- | ------------------------------------------ | ------ |
| 2021 | Boulogne-Bilancourt Paris | La Seine Musicale | Carla, Élodie Gossuin and Olivier Minne    | [ 42 ] |
| 2023 | Nice                      | Palais Nikaïa     | Olivier Minne, Laury Thilleman and Ophenya | [ 43 ] |